# シマッロンFC
シマッロンFC（Cimarron Football Club）はフィリピノ・プレミアリーグに所属するフィリピンのサッカークラブである。

## 概要
1982年にフィリピン大学ディリマンの同窓生によって設立、UP Diliman Men's Varsity Football Teamの元プレイヤーで構成されている。本拠地はケソン。